# 李瑋峰
李 瑋鋒（リー・ウェイフォン、Li Weifeng 1978年12月1日 - ）は、中国出身の元同国代表サッカー選手。現役時代のポジションはDF（センターバック）

## 来歴
2002FIFAワールドカップでは全試合フル出場。その後李鉄と共にエバートンFCに加入したが、半年間で公式戦出場2試合に終わり退団している。
代表でのキャップ数は100を超え、キャプテンも務めた中国を代表する名DF。しかし、2008年2月に中国で開催された東アジアサッカー選手権の対日本戦で鈴木啓太にのど輪をしたことで知られるなどラフプレーが非常に多い選手として有名。
2008年9月28日、中国スーパーリーグ・対北京国安戦で乱闘を起こし、その後8試合の出場停止処分を受けた。その処分に納得しなかった武漢光谷はリーグから脱退。結果的にチームは中国サッカー協会より除名処分となり、翌年のリーグに参加出来ず解散となった。そのため2009年には活動を韓国に移し水原三星ブルーウィングスに移籍した。
2011年に天津泰達へ加入し、2015年に現役を引退。2016年に天津権健の副総経理に就任した。

## 所属クラブ
- 1998–2002  深圳上清飲
- 2002–2003  エヴァートンFC
- 2003–2005  深圳上清飲
- 2006–2008  上海申花
- 2008  武漢光谷
- 2009-2010  水原三星ブルーウィングス
- 2011-2015  天津泰達

## 代表歴

### 出場大会
- 中国代表
  - 2000年 AFCアジアカップ (4位)
  - 2002年 FIFAワールドカップ (グループリーグ敗退)
  - 2004年 AFCアジアカップ (準優勝)
  - 2007年 AFCアジアカップ (グループリーグ敗退)
- U-23中国代表
  - 北京オリンピック 中国代表（オーバーエージ） (グループリーグ敗退)

### 試合数
- 国際Aマッチ 111試合 14得点（1998年-2011年）[2]

| 中国代表 | 国際Aマッチ | 国際Aマッチ |
| 年       | 出場        | 得点        |
| -------- | ----------- | ----------- |
| 1998     | 9           | 1           |
| 1999     | 0           | 0           |
| 2000     | 16          | 3           |
| 2001     | 21          | 4           |
| 2002     | 8           | 0           |
| 2003     | 7           | 1           |
| 2004     | 15          | 1           |
| 2005     | 7           | 0           |
| 2006     | 7           | 1           |
| 2007     | 4           | 1           |
| 2008     | 10          | 1           |
| 2009     | 0           | 0           |
| 2010     | 0           | 0           |
| 2011     | 7           | 1           |
| 通算     | 111         | 14          |

## タイトル

### 選手時代
深圳上清飲
- 中国サッカー・スーパーリーグ:1回（2004）

上海緑地申花足球倶楽部
- A3チャンピオンズカップ:1回（2007）

水原三星ブルーウィングス
- 韓国FAカップ:1回（2009）

天津泰達足球倶楽部
- 中国FAカップ:1回（2011）

中国代表
- 東アジアサッカー選手権:1回（2005）

個人
- 中国サッカー・スーパーリーグ年間最優秀チーム:4回（1999、2001、2003、2004）